# Šanghajský masakr
Šanghajský masakr či Šanghajský puč (čínsky: 四一二事件 Sìyī'èr shìjiàn = Incident 12. dubna) byl násilný incident 12. dubna 1927 pod vedením Čankajška na potlačení organizací Komunistické strany Číny, odborářů a levicových článků Kuomintangu. Za pomoci Zeleného gangu ze šanghajského podsvětí bylo zabito od 12. dubna do konce roku 1927 odhadem 2 tisíce komunistů a dělnických militantů a tisíce dalších zatčeno nebo propuštěno ze zaměstnání (některé zdroje uvádí až 5000). Dubnem 1927 skončila první komunisticko-kuomintangská koalice.

## Před incidentem
Na začátku dubna bylo vydáno prohlášení znovupotvrzující spolupráci mezi KMT a KS, a to i přes naléhání Čankajška o vyloučení komunistického vlivu. Wang Jingwei se v Šanghaji setkal s Chen Duxiuem a uvedli spolu prohlášení. Den poté odjel Wang do Wu-chanu a Čankajšek požádal vůdce Zeleného gangu (Tu Jüe-šeng), aby vytvořili konkurenční odbory, které se postaví šanghajským odborům ovládaným komunisty, a také aby provedli poslední přípravy na čistky členů komunistické strany.
Čankajšek vyhlásil v Šanghaji 9. dubna stanné právo a Ústřední kontrolní komise vydala prohlášení, ve kterém odsoudila politiku spolupráce wu-chanské nacionalistické vlády s komunistickou stranou. Dne 11. dubna vydal Čankajšek tajný rozkaz všem provinciím, které byly pod ním, aby očistily KMT od komunistů.

## Incident
V pondělí 11. dubna byl zbit do bezvědomí a následně pohřben za živa šéf Šanghajské všeobecné odborové unie Wang Shouhua a následně se začaly jednotky rozmisťovat po městě. Akce začala již ve 4 ráno, kdy se v Šanghaji ozval výstřel z děla poblíž stanu Národní revoluční armády. V tu chvíli začal ve městě chaos a po Šanghaji začali řádit ozbrojení muži s bílými páskami kolem paží se znakem 工 (gōng, tj. práce). Na podporu Čankajška vystoupili i někteří vojenští velitelé mimo Šanghaj (např. v Kantonu, v provincii Kuang-si, Fu-ťien, Če-ťiang, An-chuej). Akce skončila odpoledne téhož dne, vojenské autority tvrdily, že mají město pod kontrolou, čemuž spousta lidí tehdy ještě věřila.
Další den byla odbory zorganizována demonstrace a sepsána petice, kterou chtěli odbory předat vojenskému veliteli. Tato demonstrace však byla rozstřílena a pozatýkána nejen lidmi od Čankajška, ale také francouzskou koncesí nebo mezinárodním angloamerickým settlementem.
Během dalšího měsíce KMT pokračoval v čistkách nejen v Šanghaji, ale také dalších významných místech komunistů.
18. dubna 1927 sestavil Čankajšek v Nankingu novou vládu, do jejíhož čela nominoval sebe.